# They Were Expendable (película de 1945)
No eran imprescindibles (título original: They Were Expendable) es una película estadounidense de 1945 de género bélico dirigida por John Ford y protagonizada por Robert Montgomery, John Wayne y Donna Reed. Basada en la novela homónima de William Lindsay White, narra la historia del "3º escuadrón de torpederos", una unidad de torpederos PT boat que defendió las Filipinas contra la invasión japonesa durante la batalla de Filipinas entre 1941 y 1942 en el transcurso de la II Guerra Mundial.
Pese a ser una obra de ficción, el libro está basado en hechos y personas reales. Los personajes de John Brickley (Montgomery) y Rusty Ryan (Wayne) están inspirados en los oficiales navales John D. Bulkeley (merecedor de una medalla de honor) y Robert Kelly respectivamente. Tanto el libro, que fue un éxito de ventas, como la película describen situaciones que no ocurrieron en la realidad pero bien podían haber ocurrido y la película fue alabada por su gran verosimilitud.  

## Argumento
En diciembre de 1941 un escuadrón de torpederos PT boat bajo las órdenes de John "Brick" Brickley (Robert Montgomery) es enviado a Manila para defender las Filipinas contra una más que probable invasión japonesa. A pesar de todo, a su llegada, lejos de recibir una bienvenida, son ridiculizados por los comandantes militares locales pues no creen que esos pequeños botes puedan ser una fuerza naval efectiva, algo que disgusta enormemente al teniente J.G. "Rusty" Ryan (John Wayne) quien solicitará el traslado de unidad a una de destructores.
Sin embargo, las circunstancias les obligarán a entrar en combate donde tendrán oportunidad de probar su valía. Tanto es así, que el escuadrón será enviado con la importante misión de evacuar al general Douglas MacArthur y su familia enfrentándose a múltiples peligros.

## Reparto
- Robert Montgomery como el teniente John Brickley.
- John Wayne como el teniente "Rusty" Ryan.
- Donna Reed como Sandy Davyss.
- Jack Holt como el general Martin.
- Ward Bond como "Boats" Mulcahey.
- Marshall Thompson como "Snake" Gardner.
- Paul Langton como "Andy" Andrews.
- Leon Ames como el mayor James Morton.
- Arthur Walsh como el marinero Jones.
- Cameron Mitchell como George Cross.
- Jeff York como Tony Aiken.
- Murray Alper como el torpedero "Slug" Mahan.
- Harry Tenbrook como "Squarehead" Larsen.
- Jack Pennick como "Doc".
- Charles Trowbridge como el almirante Blackwell.
- Robert Barrat como el general.
- Louis Jean Heydt como "Ohio".
- Russell Simpson como "Dad" Knowland.
- Vernon Steele como médico naval.
- Bad Luck como el gato del barco.[4]

## Producción
Durante la producción John Ford cayó desde un andamio y se rompió una pierna asignando la dirección de la película durante su ausencia a Montgomery quien en realidad había comandado un PTboat. A los pocos años Montgomery se convertiría también en director de cine.
La película recibió amplio apoyo por parte del Departamento Naval de Estados Unidos y durante el rodaje se usaron torpederos TPboat auténticos, pero cambiando las matrículas de los cascos y poniendo números que posiblemente se usaron en esas embarcaciones a finales de 1942 y principios de 1943. Además, la fuerza aérea naval de la cercana base de Miami fue temporalmente reasignada y utilizada para simular aviones japoneses.
En los títulos de crédito se podía leer:  "Dirigida por John Ford Capitán U.S.N.R." y "Robert Montgomery comodoro U.S.N.R.".

## Premios y nominaciones
La película tuvo dos nominaciones a los Premio Óscar: mejor sonido y  mejores efectos visuales. También fue incluida dentro de las "10 mejores películas de 1945" según la lista del The New York Times.